# Vůně
Vůně nebo pach je čichový vjem, který lze získat pomocí čichových receptorů. Je to smyslová informace o chemickém složení aerosolu nebo plynu.

## Terminologie
Pro čichové vjemy existuje několik různých označení, která jsou zpravidla pozitivně nebo negativně zabarvená – rozlišují příjemné a nepříjemné pachy. Pro pachy spíše příjemné se užívají označení vůně nebo aroma (což však může označovat také vjem chuťový), pro spíše nepříjemné se používají výrazy zápach, puch, smrad.
Slovo pach se navíc pojí se specifickou vůní jednotlivých živočichů, slovo vůně označuje pach rostlin či spíše rostlinných květů.
Jednotné neutrální označení bez citového zabarvení se v češtině nevyskytuje, například výraz odér má spíše charkater ambivalentní (může označovat silnou příjemnou vůni, ale často se užívá v ironickém významu pro nepříjemný zápach).

## Vůně a chuť
Vůně je velmi úzce spjata s chutí (nebo z hlediska smyslů čich úzce souvisí s chutí) – oba smysly podávají organismu informace o chemickém složení látky, jejich receptory jsou si podobné, a bylo zjištěno, že některé čichové receptory jsou umístěné v dutině ústní, která je považována především za sídlo chuti. Za hlavní rozdíl je považováno skupenství – vůně je informace o plynné látce, zatímco chuť je informací o látce rozpuštěné ve slinách.
Pokud již člověk nemá chuť k jídlu, tak jeho smysl pro jeho vůni je oslaben.

## Vůně a mozek
Lidský mozek si vůně velmi dobře pamatuje – někteří vědci[kdo?] jsou přesvědčeni, že každou vůni, kterou člověk zaregistruje, si jeho mozek zapamatuje napořád.
Vůně má také výrazný vliv na lidskou psychiku, proto se často navozují příjemné vůně, které člověku zpříjemní pobyt v nějakém prostředí – kostely bývají vykuřovány kadidlem, na Vánoce se pálí vonná purpura a františek, k provonění místností se užívají vonné tyčinky a svíčky. Léčebné metody, které využívají působení vůní, se obecně označují jako aromaterapie. Stejně tak zápachy na člověka působí negativně, např. surströmming.